# Jorge Veras
Jorge de Souza Veras, mais conhecido como Jorge Veras (Fortaleza, 28 de maio de 1959), é um ex-futebolista brasileiro, que atuava como atacante. 
Foi escolhido como um dos atacantes do Time dos Sonhos do Ferroviário, em campanha promovida quando dos 80 anos de fundação do clube.

## Carreira de jogador

### Começo de carreira
Jorge Veras começou sua carreira na base do Fortaleza EC, jogando nas divisões inferiores do clube. Permaneceu no clube até que, pela idade, ganhou passe livre.
Passou ainda pelo Tiradentes do Piauí e Coiguatu, sem sucesso.

### Destaque
Em 1982, em um amistoso na cidade de Iguatu, atuando pelo Coiguatu, time da região, contra uma equipe mista do Ferroviário, Jorge fez um gol e, logo em seguida, foi convidado para reforçar o Ferrão.
Se destacou pelo clube cearense em 1983, quando foi vice-artilheiro do Campeonato Estadual com 26 gols, ano em que foi vice-campeão cearense.
Até a passagem pelo Ferroviário, Jorge Veras não teve grande destaque nos clubes anteriores. Muito se atribui à ascensão do jogador ao fato de ter sido adaptado da sua função original de centro-avante para atacante na ponta esquerda, eis que deste período em diante ganhou grande sucesso e evolução em seu futebol.
No início da temporada seguinte, depois de disputar o Campeonato Brasileiro da Série A com o Ferrão, foi contratado pelo Criciúma e logo no primeiro ano foi vice-artilheiro do Campeonato Catarinense com 18 gols. No ano seguinte, foi artilheiro do Campeonato Catarinense com 21 gols. Em seu terceiro ano no clube, foi novamente vice-artilheiro do Campeonato Catarinense com 12 gols, mesmo jogando apenas dois terços do certame.

### Grêmio
Em março de 1987, Jorge Veras foi adquirido pelo Grêmio por 1,2 milhão de cruzados junto ao Criciúma para ocupar a vaga deixada por Renato Portaluppi, que havia se transferido para o Flamengo.
Jorge Veras ficaria conhecido na história do Grêmio como Homem Grenal, apelido condizente com a importância do jogador para o clássico. A fama de pé-quente no clássico se justificava. Em sua estreia, no dia 29 de março de 1987, foi o autor dos dois gols do Grêmio no Grenal 282, vencido pelo Imortal por 2x1. Nos primeiros sete jogos pelo clube, marcou quatro gols. Ainda no primeiro ano, marcaria mais dois gols em Grenal, sendo um dos principais nomes da conquista do Campeonato Gaúcho de 1987.
Veras eternizou a frase "Taffarel treme", mesmo que sempre tenha refutado o jargão utilizado pela torcida para se referir ao goleiro da Seleção Brasileira e ídolo colorado. De fato, Jorge Veras foi um rival difícil, mas não só para Taffarel, que viu uma invencibilidade de 900 minutos sem levar gols ser encerrada pelos pés do atacante gremista, como também para Luís Carlos Winck, lateral que igualmente foi vítima do jogador Tricolor.
Deixou o Grêmio em 1989, retornando ao Criciúma, onde conquistaria o Campeonato Catarinense daquele ano.

### Demais clubes
Jorge Veras jogou em diversos clubes em sua carreira, como Ceará, Bandeirante de Birigui, Avaí, Taubaté e 4 de Julho do Piauí. 
Voltou ao Ferroviário no período de 1990 à 1992 e foi o artilheiro do Campeonato Brasileiro da Série C de 1992. Ao todo, foram 155 jogos e 65 gols marcados com a camisa do Ferrão.
Jogou pelo Nacional de Manaus, em 1995.

## Carreira de treinador
Foi técnico das categorias de base do Ferroviário. Entre 2000 e 2006, também foi técnico da equipe profissional por 72 oportunidades.
Em 2007, estava trabalhando nas categorias de base do Fortaleza, onde passou pelo sub-20. No ano seguinte assumiu o time profissional, após a saída de Heriberto Longuinho.
Após 9 anos e seis meses nas categorias de base do Fortaleza, deixou o clube em junho de 2016, onde ganhou 14 títulos.
Em 2017, era o auxiliar técnico de Marcelo Vilar, e posteriormente de Vladimir de Jesus, na campanha de vice-campeão cearense do Ferroviário. Ainda em 2017 voltou ao 4 de Julho.
Em 2018, dirigiu o Floresta-CE.
Treinou ainda o 4 de Julho e River/PI.
Passou pela base do Guarany de Sobral e assumiu o time principal em junho de 2020, na sequencia do Campeonato Cearense.

## Títulos
Criciúma
- Campeonato Catarinense: 1986 e 1989
- Taça Governador do Estado: 1986

Grêmio
- Campeonato Gaúcho: 1987 e 1988
- Torneio de Berna: 1987

4 de Julho
- Campeonato Piauiense: 1993 e 1994[17]

Nacional
- Campeonato Amazonense: 1995
- Taça Cidade de Manaus: 1995